# Гудко-Лиманский
Гудко-Лиманский — хутор в Кущёвском районе Краснодарского края.
Входит в состав Шкуринского сельского поселения.

## География
Расположен в северной части Приазово-Кубанской равнины.

### Улицы
- ул. Набережная,
- ул. Степная.

## История
С 1867 года на эти земли полковник Илья Денисов (отец Денисова Василия Ильича) начал переселять своих крестьян из слободы Ильинской-Сальской. До 1921 года это был хутор Денисова (Денисовка). В нём жили рабочие Денисова В.И, (донской казак, крупный землевладелец - около 8000 десятин - владелец имения Ильёвка, предводитель дворянства Области Войска Донского, Шталмейстер Двора Его Императорского Величества,  член Государственного Совета), привезённые им из Воронежской и Орловской губерний для работы на спирто-водочном заводе и ему принадлежавших землях. В первые годы Советской власти казаки станицы Шкуринской убили директора спиртзавода Гудко и комиссара Лиманского. После чего советские власти в четвёртую годовщину Октября (1921г) переименовали хутор в Гудко-Лиманский. С 1924 года в составе Кущевского района Донского округа Юго-Восточного края (с центром в Ростове-на-Дону), в ноябре край переименован в Северо-Кавказский. В январе 1934 года край разделён на Азово-Черноморский и Северо-Кавказский края. Кущевский район вошёл в состав Азово-Черноморского края. На основании постановления крайисполкома от 28 декабря 1934 года "О разукрупнении ряда районов" Кущевский район разделён на Кущевский, Крыловский и Штенгартовский районы. С  31 декабря 1934 года хутор в составе Штейнгартовского района Азово-Черноморского края. С разделением края 13 сентября 1937 года на Краснодарский край и Ростовскую область, район вошёл в состав Краснодарского края.  С упразднением Штейнгартовского района 22 августа 1953 года хутор вошёл в состав Староминского района. Позже (и по сей день) в составе Кущевского района.
```
С учётом процессов, происходящих в России, хутор медленно и уверенно "умирает". От многих дворов практически ничего не осталось.
```

## Население
| 2002 | 2010 |
| ---- | ---- |
| 70   | ↘33  |